# Varanus albigularis

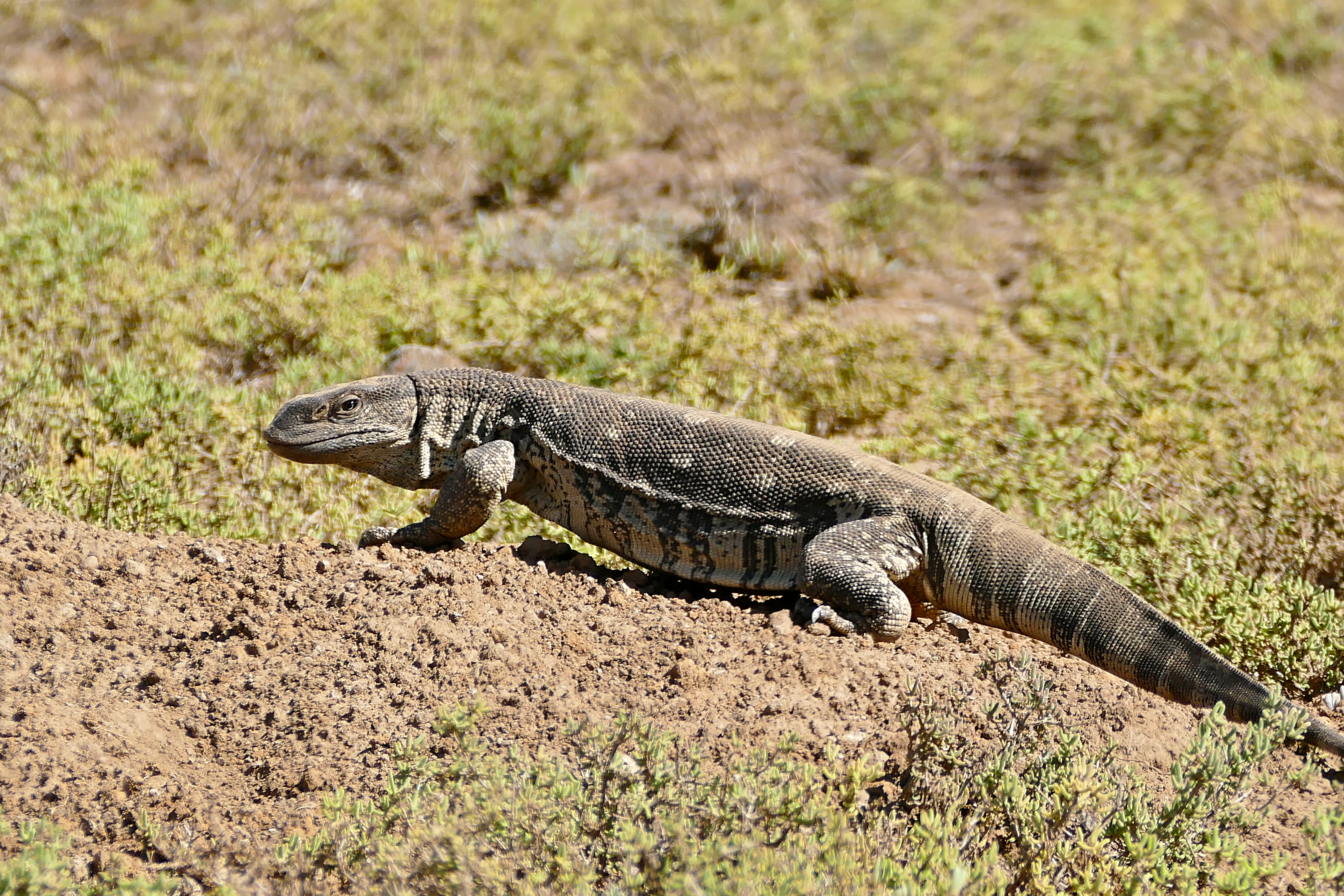
um monitor de garganta negra

O Varanus albigularis, também conhecido como Leguaan, likkewaan, ou monitor de garganta negra é uma espécie de lagarto encontrado no leste, centro e sul da África. É a segunda maior espécie de lagarto do continente, possuindo um corpo robusto e pesado.

## Descrição
É a espécie de lagarto mais pesada da África e a segunda mais comprida depois do lagarto-do-Nilo , os machos adultos podem atingir de 15 a 17 kg de peso e até 2,00 metros de comprimento, mais tipicamente possuem de 85 cm a 1,50 m de comprimento e de 3,2 a 8 kg de peso, com a cauda tendo o mesmo tamanho do seu corpo. Possuem uma língua bifurcada de cor rosa ou azul.

## Inteligência

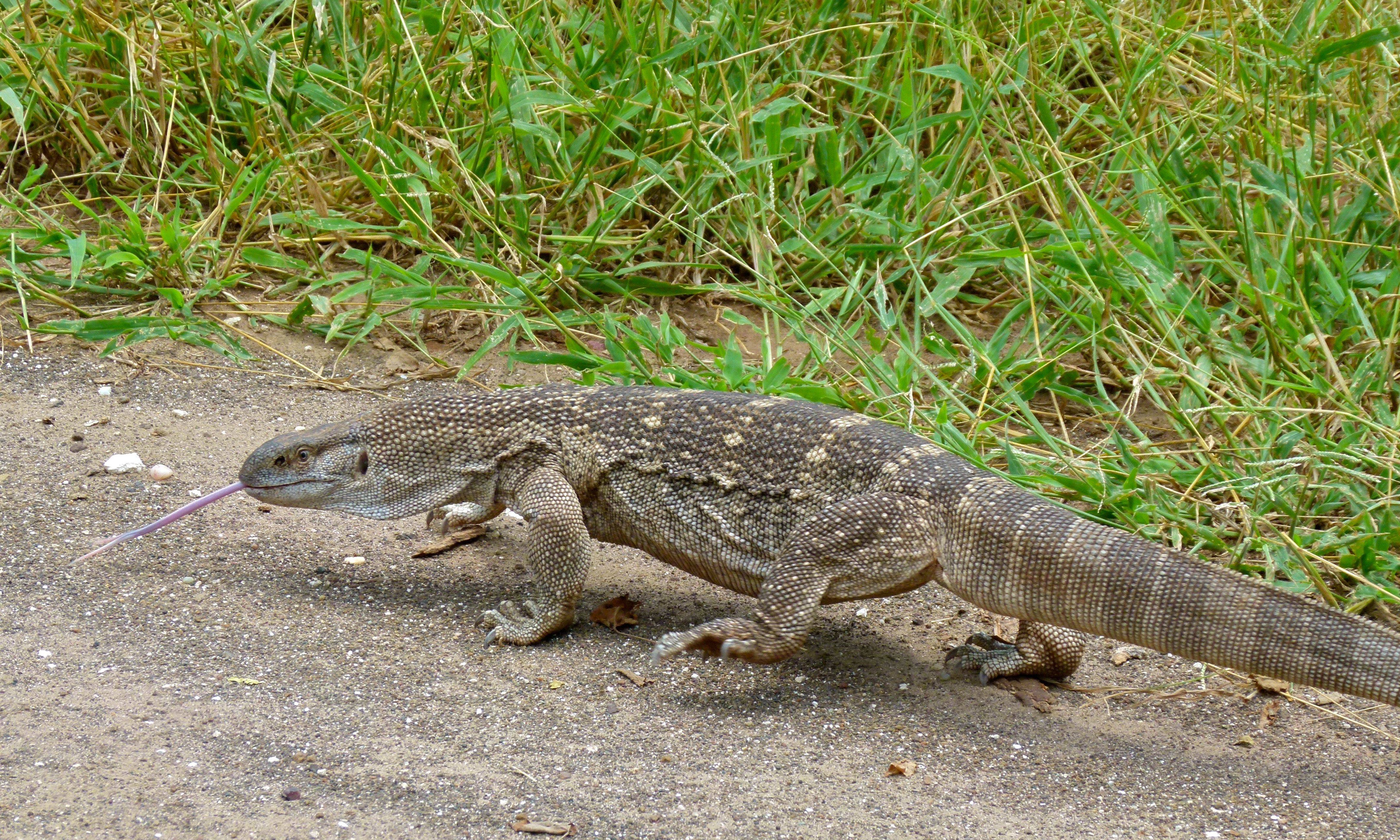
um espécime no parque nacional Kruger, na África do sul.

Vários indivíduos da espécie demonstraram a capacidade de contar até seis em um experimento conduzido pelo Dr. John Philip no Zoológico de San Diego, nos Estados Unidos, em 1999. No procedimento realizado, Philip ofereceu vários caracóis e eles conseguiam notar sempre que um era retirado.

## Distribuição
A presença da espécie foi confirmada na África Central (República Democrática do Congo / Zaire), na África Austral (Namíbia, Botsuana, África do Sul, Essuatíni, Zimbábue, Moçambique e Angola), em outros países como Quênia, Uganda e Tanzânia e também na África Oriental (Etiópia e Somália). Encontra-se em uma ampla variedade de habitats secos, que incluí estepes, pradarias e savanas, mas está ausente no interior de desertos, em florestas tropicais e em florestas densas.